# Cantone di Barbazan
Il Cantone di Barbazan era una divisione amministrativa dell'Arrondissement di Saint-Gaudens.
A seguito della riforma approvata con decreto del 13 febbraio 2014, che ha avuto attuazione dopo le elezioni dipartimentali del 2015, è stato soppresso.

## Composizione
Comprendeva 24 comuni:
- Antichan-de-Frontignes
- Ardiège
- Bagiry
- Barbazan
- Cier-de-Rivière
- Frontignan-de-Comminges
- Galié
- Génos
- Gourdan-Polignan
- Huos
- Labroquère
- Lourde
- Luscan
- Malvezie
- Martres-de-Rivière
- Mont-de-Galié
- Ore
- Payssous
- Pointis-de-Rivière
- Saint-Bertrand-de-Comminges
- Saint-Pé-d'Ardet
- Sauveterre-de-Comminges
- Seilhan
- Valcabrère